# Grafton Elliot Smith
Sir Grafton Elliot Smith, FRS (Grafton, Nova Gal·les del Sud, 15 d'agost de 1871 − Broadstairs, Kent, 1 de gener de 1937) fou un anatomista britànic-australià i un proponent de la visió hiperdifusionista de la prehistòria.

## Carrera professional
Smith va néixer a Grafton, Nova Gal·les del Sud. Va assistir a Sydney Boys High School, va ser guardonat amb un títol en medicina de la Universitat de Sydney (Doctor en Medicina en 1895, amb una tesi sobre el cervell anterior dels monotremes) i va desenvolupar un interès en l'anatomia del cervell humà. Tenia una beca de viatge a  Cambridge en 1896, després es va catalogar l'ésser humà cerebral, recollida de la Museu Britànic. De 1900-1909 va ser el primer titular de la càtedra d'anatomia a l'Escola de Medicina del Caire i va investigar la cerebrals d'Egipte ian mòmies. Ell va ser el primer estudiós a radiografia una mòmia.